# Michael Maestlin
Michael Maestlin także Mästlin (ur. 30 września 1550 w Göppingen; zm. 20 października 1631 w Tybindze) – niemiecki matematyk i astronom, nauczyciel Johannesa Keplera.

## Życiorys
Jego rodzicami byli Jakob Maestlin i Dorothea Simon. Wychowywał się w rodzinie luterańskiej. Miał starszą siostrą i młodszego brata. Początkowo uczył się w szkole klasztornej w Königsbronn, w 1568 roku rozpoczął studia na Uniwersytecie w Tybindze, gdzie studiował matematykę i astronomię. Uzyskał z wyróżnieniem tytuł magistra pod kierunkiem Philippa Apiana. Po ukończeniu studiów matematycznych rozpoczął studia teologiczne. W 1576 roku został wysłany na diakona do Backnang. Jednocześnie pracował jako profesor w Uniwersytecie w Tybindze.
W 1570 roku kupił od wdowy po Wiktorynie Strigelu egzemplarz De revolutionibus orbium coelestium Mikołaja Kopernika. Był zwolennikiem heliocentryzmu Mikołaja Kopernika. Swoje poglądy wyrażał jednak ostrożnie. Był nauczycielem i przyjacielem Johannesa Keplera, którego zaznajomił z teoriami Kopernika. Błędnie uznaje się, że Maestlin miał przekonać Galileusza do teorii heliocentrycznej. W rzeczywistości Galileusz po raz pierwszy zapoznał się z poglądami Kopernika za sprawą Christiana Wurstisena.
Największą sławę Maestlinowi przyniosły obserwacje komety z 1577 roku w Backnang. Jako pierwszy obliczył orbitę komety. Obserwacja tego ciała niebieskiego potwierdziła układ heliocentryczny Kopernika. Wyniki swoich obserwacji opublikował rok później w pracy pt. Observatio et demonstratio cometae aetherei, qui anno 1577 et 1578… apparuit. Ponadto obok Leonarda da Vinci uważany jest za pierwszego, który światło popielate Księżyca zidentyfikował jako światło ziemskie.
W 1580 roku został profesorem matematyki na Uniwersytecie w Heidelbergu. W 1582 roku wydał Epitome Astronomiae. Ten podręcznik astronomii cieszył się bardzo dużą popularnością. Pomimo tego, że Maestlin był zwolennikiem teorii heliocentrycznej, podręcznik oparł na teorii geocentrycznej Ptolemeusza. W 1584 roku wrócił na Uniwersytet w Tybindze.
Interesował się również geografią biblijną i chronologią.
W kwietniu 1577 roku ożenił się z Margaretą Gruuninger. Mieli trzech synów i trzy córki. Margarete zmarła krótko po urodzeniu szóstego dziecka. Po jej śmierci Michael Maestlin ożenił się z Margarete Burkhardt. Mieli ośmioro dzieci. Cieszył się sympatią wśród swoich studentów oraz współpracowników. Jako głęboko wierzący luteranin opowiadał się przeciwko kalendarzowi gregoriańskiemu (częściowo dlatego, że została wprowadzona przez papieża).
W 1961 jego imieniem nazwano krater na Księżycu.